# Portret van Giovanni Arnolfini en zijn vrouw
Portret van Giovanni Arnolfini en zijn vrouw is een schilderij van Jan van Eyck uit 1434, geschilderd met olieverf op een eikenhouten paneel. Het is een dubbelportret van een man en een vrouw 'ten voeten uit'. Het behoort tot de collectie van de National Gallery in Londen, die het aankocht in 1842.

## Giovanni Arnolfini
Giovanni Arnolfini kwam uit een bankiersfamilie uit het Italiaanse Lucca, die veel zaken deed met en in Vlaanderen. Er woonden echter minstens twee leden van de familie die Giovanni heetten.
In eerste instantie werd gedacht dat de afgebeelde personen Giovanni di Arrigo Arnolfini en zijn vrouw Giovanna Cenami waren en dat het schilderij ter gelegenheid van hun huwelijk was gemaakt. Maar Rijselse archieven gaven aan dat dit echtpaar pas in 1447 trouwde.
Nu wordt algemeen aangenomen dat het om Giovanni di Nicolao Arnolfini en zijn vrouw Constanza Trenta gaat, waarschijnlijk in hun woning in Brugge. Giovanni woonde in 1419 al in Brugge, was textielhandelaar en vertegenwoordigde de familiezaken in Vlaanderen. Zij trouwden in 1426 en Constanza stierf in 1433, zodat verondersteld wordt dat dit schilderij ter nagedachtenis aan haar is.
Naargelang van deze toeschrijvingen worden de details verschillend geïnterpreteerd. Er is een vroegere interpretatie (van voor 1997) en een latere.

## Details
We zien op het schilderij in een slaapkamer een dubbelportret met een rijk geklede man en een eveneens rijk geklede vrouw die elkaar de hand reiken. Op de voorgrond, voor het paar, staat een hond en liggen een paar buitenschoenen.

### Spiegel

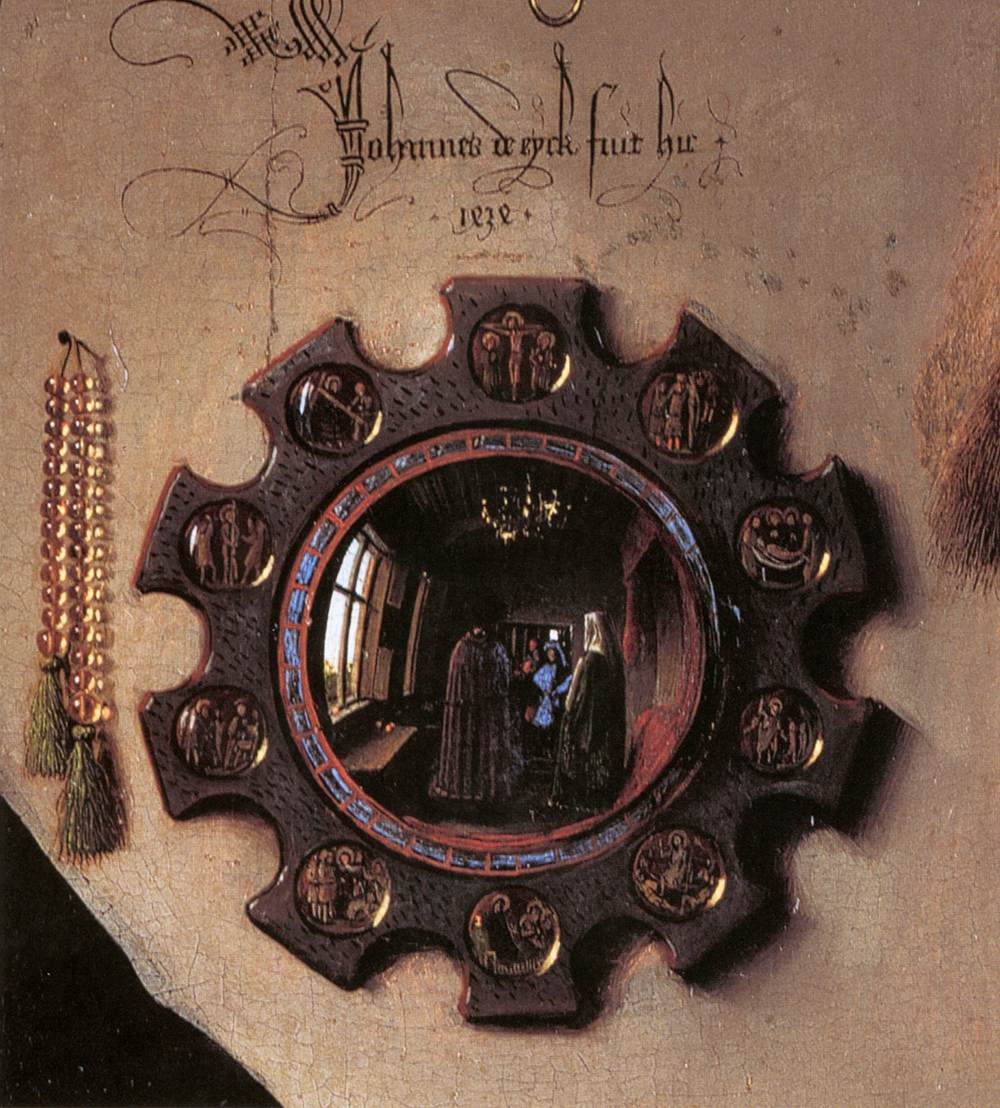
Johannes de eyck fuit hic, 1434

Op de achtergrond hangt, zeer in het oog springend, boven de zitbank een ronde spiegel met daarnaast een rozenkrans en daarboven, in Bourgondische kanselarijletters, de tekst "Johannes de eyck fuit hic 1434" (Johannes van Eyck was hier 1434). De lijst van deze spiegel bevat tien medaillons met afbeeldingen van het passieverhaal, de nederdaling ter helle en de opstanding van Christus. Als we goed kijken zien we in de bolle spiegel het echtpaar van achteren en in de deuropening nog twee personen, waarbij we, gezien de tekst erboven, veronderstellen dat een van hen (met de rode hoofddoek?) Van Eyck is. Wij zelf kijken dus als het ware vanuit die deuropening de kamer in.

### Kroonluchter
Op de kroonluchter aan het plafond brandt op klaarlichte dag maar één kaars, en dat kan betekenen dat:
- (voor 1997) Christus hier al weet heeft van het huwelijk: het is het symbool van zijn oog.
- (heden) Giovanni leeft en zijn vrouw is overleden.

### Man en vrouw

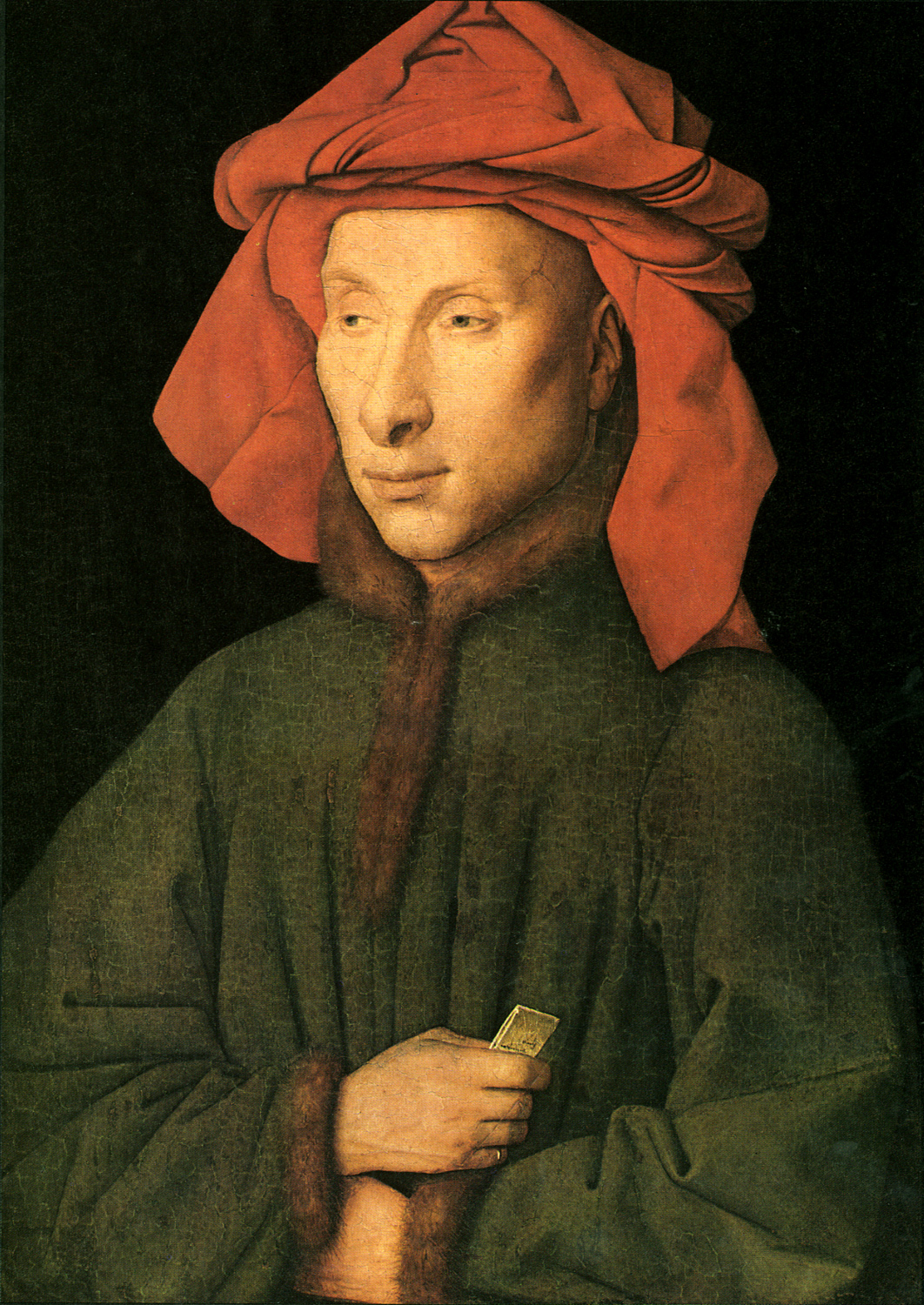
Giovanni di Nicolao Arnolfini, portret ca. 1435 door Jan van Eyck

De man draagt een met bont afgezette mantel. Ook de vrouw draagt een vanbinnen gevoerde robe: tekenen dat zij welgesteld zijn. De rijkdom blijkt ook uit het kleed dat tot onder het bed uitkomt.
Man en vrouw houden elkaar bij de hand. De andere hand van de man wijst in de richting van de brandende kaars. De andere hand van de vrouw wijst in de richting van de spiegel met de passietaferelen: misschien een verwijzing naar lijden, dood en opstanding.
In de interpretatie van voor 1997:
- Elkaar bij de hand houden zou symboliseren dat zij aan het trouwen zijn.
- De opgestoken hand van de man zou de huwelijkse trouw symboliseren.

De buik van de vrouw is enigszins bol. Dit kan duiden op:
- zwangerschap: de vrouw zou tijdens het baren van een kind overleden kunnen zijn;
- zwaarlijvigheid als modeverschijnsel: het gaf aan dat je genoeg te eten had en dus rijk was. Vergelijk de pose van Eva op Het Lam Gods.

### Overige symboliek
Op het schilderij is meer symboliek te onderkennen:
- Het hondje op de voorgrond symboliseert trouw. De hond wordt gezien als een vroege vorm van het hondenras Griffon bruxellois.[5]
- De uitgetrokken trippen kunnen erop wijzen dat ze op gewijde grond staan, die niet bevuild mag worden.
- De sinaasappels onder de vensterbank kunnen een teken zijn van vruchtbaarheid, maar ook van rijkdom (zij komen van verre).

## Herkomst
De herkomst van het schilderij is niet helemaal bekend. Don Diego de Guevara schonk het schilderij voor 1516 aan Margaretha van Oostenrijk, landvoogdes van de Habsburgse Nederlanden In 1558 nam Maria van Hongarije het mee naar Spanje. In 1700 hing (?) het in de alcázar van het Koninklijk Paleis in Madrid van Filips IV van Spanje. Omstreeks 1800 is het daar gestolen, naar België gebracht en daar vele keren van eigenaar gewisseld. Van 1815 tot 1842 was het schilderij in het bezit van generaal-majoor Hay in Engeland, en sinds 1842 hangt het in de National Gallery in Londen.
- Koninklijk Instituut voor het Kunstpatrimonium: 40004094
- Gemeinsame Normdatei: 4284069-7
- RKDimages: 2098